# دولاجلوتيد
دولاجلوتيد (بالإنجليزية: Dulaglutide)‏ هو دواء يُستعمل في علاج:
- سكري النوع الثاني[6]
- اختلال تحمل الجلوكوز[6]

## دوره
يلعب هذا الدواء دورًا في علاج الأمراض كونه:
- خافضات سكر الدم